# J. Leslie Broadbent
Joseph Leslie Broadbent, född 3 juni 1891, död 16 mars 1935, var en av de tidiga mormonledarna inom de utbrytargrupper från Jesu Kristi Kyrka av Sista Dagars Heliga som höll fast vid månggiftet.
Broadbent studerade som ung vid Brigham Young University. 1910 avbröt han dessa studier för ett missionsuppdrag i England. 
I juni 1915 äktade Broadbent Rula Louise Kelsch, genom vars familj han lärde känna John W Woolley. 
1925 gifte han sig dessutom med Fawnetta Jessop och 1933 med Irene Locket och Anna Kmetzsch.
1927 lät Broadbent publicera traktaten Celestial Marriage i vilken han försvarade bruket av polygami. 
Detta var en av de första fundamentalistiska mormonskrifterna.
Den 6 mars 1929 ordinerades Broadbent, av Lorin C Woolley, till apostel inom mormonkyrkan Apostolic United Brethren (AUB) och den 15 maj utnämndes han till andre äldste av samme Woolley.
I juli 1929 exkommunicerades han av Jesu Kristi Kyrka av Sista Dagars Heliga.
När Lorin C Woolley avled 1934, efterträddes han Broadbent som president för AUB. Broadbent reste mycket för att sprida sin kyrkas lära. 
När Broadbent avled i lunginflammation, i mars 1935, uppstod en tvist om vem som skulle efterträda honom.
John Yeates Barlow vann denna strid. De som stödde hans motståndare Charles Elden Kingston bröt sig då ur AUB och bildade den så kallade Kingstonklanen.